# Tyleria terrae-humilis
Tyleria terrae-humilis là một loài thực vật có hoa trong họ Ochnaceae. Loài này được Sastre miêu tả khoa học đầu tiên năm 1998.